# Spider-Man: Mysterio's Menace
Spider-Man : Mysterio's Menace ou Spider-Man 3 : Mysterio's Menace est un jeu vidéo d'action-plates-formes développé par Vicarious Visions et édité par Activision en 2001 sur Game Boy Advance.
Comme son titre l'indique, il est proposé au joueur de vivre une aventure avec l'homme araignée provenant des Marvel Comics américains.
Il fait suite à Spider-Man et à la fois à Spider-Man 2: The Sinister Six sur Gameboy et Spider-Man 2 : La Revanche d'Electro sur Playstation.

## Synopsis
Se déroulant peut-être quelques mois après les évènements de Spider-Man 2 : La Revanche d'Electro, le jeu commence avec la femme de Peter Parker, Mary Jane Watson lui rappelant d’acheter un nouvel aquarium pour leur poisson. Mais à la suite d'un reportage télévisé parlant d'évènements étranges et d'illusions en ville, Peter se change en Spider-Man et part enquêter sur quelques activités criminelles qui ont toutes eu lieu en une nuit, ce qui va l'opposer à une galerie d'ennemis parmi lesquels : Hammerhead, le Rhino, Big Wheel, le Scorpion et Electro. Ils sont dirigés par l’antagoniste du jeu, Mystério, lequel cherche à changer New York en une ville d'illusions.

## Système de jeu
Le jeu se déroule en sept niveaux, chacune mettant en vedette un boss à la fin : Hammerhead (qui apparaît à la fin de deux niveaux), Big Wheel (La Grande Roue en VF), Electro, le Rhino, le Scorpion et Mysterio comme boss final. Le joueur peut choisir entre trois étapes pour commencer, chacune ouvrant un niveau supplémentaire après l’achèvement et la conclusion de l’histoire pour cette partie du jeu avec des cinématiques en style de BD Comics. Le jeu permet aux joueurs de naviguer librement avec la toile, attaquer avec différents coups de poing et coups de pied, et tirer sur la toile sur des ennemis pour les capturer ou les attaquer tout en progressant à travers les niveaux et en évitant les obstacles tels que les rasoirs et le feu. Le joueur peut collecter des mises à niveau pour améliorer la force de Spider-Man, la santé et la toile, ainsi que des items qui améliorent sa résistance et le protègent de certains obstacles. La mise à niveau finale est le costume Symbiote, qui réapprovisionne lentement la santé et la toile de Spider-Man, il peut être obtenu dans le dernier niveau.

## Personnages
| Liste des personnages |
| --- |
| - Peter Parker / Spider-Man - Quentin Beck / Mystério - Joseph Lorenzini / Hammerhead - Aleksei Sytsevich / Le Rhino - MacDonald « Mac » Gargan / Le Scorpion - Jackson Weele / Big Wheel (La Grande Roue en VF) - Max Dillon / Electro - Mary Jane « MJ » Watson-Parker |
| Ennemis |
| - Voyous de la ville - Hommes de main - Sbires |
| Autres |
| - Citoyens et passants - Policiers - Policiers du SWAT |

## Développement
À la suite des attentats du 11 septembre 2001, le niveau "Pier" fut modifié, et du contenu comme celui de certaines cinématiques fut supprimé ou modifié, comme dans Spiderman 2 : La Revanche d'Electro". Dans ce jeu Mary-Jane n'est pas dessinée avec son apparence habituelle que ce soit celle des comics ou des séries animées. 